# Rivellia stenotata
Rivellia stenotata är en tvåvingeart som beskrevs av Steyskal 1960. Rivellia stenotata ingår i släktet Rivellia och familjen bredmunsflugor. Inga underarter finns listade i Catalogue of Life.